# Interlands Israëlisch voetbalelftal 1980-1989
Deze pagina toont een chronologisch en gedetailleerd overzicht van de interlands die het Israëlisch voetbalelftal heeft gespeeld in de periode 1980 – 1989.

## Interlands

### 1980
|                                                                          |        |       |               |                                                                                        |
| 26 maart WK 1982 kwalificatie № 186 «onderlinge duels» 16:30 uur (UTC+2) | Israël | 0 – 0 | Noord-Ierland | Ramat Ganstadion, Ramat Gan Toeschouwers: 36.000 Scheidsrechter: Stjepan Glavina (YUG) |
| 26 maart WK 1982 kwalificatie № 186 «onderlinge duels» 16:30 uur (UTC+2) |        |       |               | Ramat Ganstadion, Ramat Gan Toeschouwers: 36.000 Scheidsrechter: Stjepan Glavina (YUG) |

|                                                                         |                      |       |                  |                                                                                    |
| 18 juni WK 1982 kwalificatie № 187 «onderlinge duels» 19:00 uur (UTC+2) | Zweden               | 1 – 1 | Israël           | Råsundastadion, Solna Toeschouwers: 24.711 Scheidsrechter: Martti Hirviniemi (FIN) |
| 18 juni WK 1982 kwalificatie № 187 «onderlinge duels» 19:00 uur (UTC+2) | Sten-Ove Ramberg 35' |       | 80' Gideon Damti | Råsundastadion, Solna Toeschouwers: 24.711 Scheidsrechter: Martti Hirviniemi (FIN) |

|                                                                             |        |       |        |                                                                                        |
| 12 november WK 1982 kwalificatie № 188 «onderlinge duels» 15:00 uur (UTC+2) | Israël | 0 – 0 | Zweden | Ramat Ganstadion, Ramat Gan Toeschouwers: 37.654 Scheidsrechter: George Courtney (ENG) |
| 12 november WK 1982 kwalificatie № 188 «onderlinge duels» 15:00 uur (UTC+2) |        |       |        | Ramat Ganstadion, Ramat Gan Toeschouwers: 37.654 Scheidsrechter: George Courtney (ENG) |

|                                                                         |        |                      |           |                                                                                  |
| 2 december Vriendschappelijk № 189 «onderlinge duels» 14:30 uur (UTC+2) | Israël | 0 – 1                | Australië | Vasermilstadion, Beër Sjeva Toeschouwers: 4.000 Scheidsrechter: Zvi Sharir (ISR) |
| 2 december Vriendschappelijk № 189 «onderlinge duels» 14:30 uur (UTC+2) |        | 28' (pen.) Gary Cole |           | Vasermilstadion, Beër Sjeva Toeschouwers: 4.000 Scheidsrechter: Zvi Sharir (ISR) |

|                                                                           |                                                        |       |        |                                                                                     |
| 17 december WK 1982 kwalificatie № 190 «onderlinge duels» 21:30 uur (UTC) | Portugal                                               | 3 – 0 | Israël | Estádio da Luz, Lissabon Toeschouwers: 38.926 Scheidsrechter: Enzo Barbaresco (ITA) |
| 17 december WK 1982 kwalificatie № 190 «onderlinge duels» 21:30 uur (UTC) | Humberto Coelho 33' Rui Jordão 35' Humberto Coelho 58' |       |        | Estádio da Luz, Lissabon Toeschouwers: 38.926 Scheidsrechter: Enzo Barbaresco (ITA) |

### 1981
|                                                                             |        |                    |           |                                                                                     |
| 25 februari WK 1982 kwalificatie № 191 «onderlinge duels» 15:30 uur (UTC+2) | Israël | 0 – 1              | Schotland | Ramat Ganstadion, Ramat Gan Toeschouwers: 45.000 Scheidsrechter: Otto Anderco (ROU) |
| 25 februari WK 1982 kwalificatie № 191 «onderlinge duels» 15:30 uur (UTC+2) |        | 54' Kenny Dalglish |           | Ramat Ganstadion, Ramat Gan Toeschouwers: 45.000 Scheidsrechter: Otto Anderco (ROU) |

|                                                                      |                                    |       |                 |                                                                                      |
| 8 april Vriendschappelijk № 192 «onderlinge duels» 16:00 uur (UTC+2) | Israël                             | 2 – 1 | Roemenië        | Bloomfieldstadion, Tel Aviv Toeschouwers: 3.000 Scheidsrechter: Yair Tilingher (ISR) |
| 8 april Vriendschappelijk № 192 «onderlinge duels» 16:00 uur (UTC+2) | Moshe Sinai 31' Shlomo Mizrahi 89' |       | 4' Mircea Sandu | Bloomfieldstadion, Tel Aviv Toeschouwers: 3.000 Scheidsrechter: Yair Tilingher (ISR) |

|                                                                          |                                                                      |       |                 |                                                                                       |
| 28 april WK 1982 kwalificatie № 193 «onderlinge duels» 20:00 uur (UTC+1) | Schotland                                                            | 3 – 1 | Israël          | Hampden Park, Glasgow Toeschouwers: 61.489 Scheidsrechter: Guðmundur Haraldsson (ISL) |
| 28 april WK 1982 kwalificatie № 193 «onderlinge duels» 20:00 uur (UTC+1) | John Robertson 21' (pen.) John Robertson 31' (pen.) David Provan 54' |       | 57' Moshe Sinai | Hampden Park, Glasgow Toeschouwers: 61.489 Scheidsrechter: Guðmundur Haraldsson (ISL) |

|                                                                            |                                                              |       |               |                                                                                        |
| 28 oktober WK 1982 kwalificatie № 194 «onderlinge duels» 16:30 uur (UTC+2) | Israël                                                       | 4 – 1 | Portugal      | Ramat Ganstadion, Ramat Gan Toeschouwers: 16.192 Scheidsrechter: Sotos Afxentiou (CYP) |
| 28 oktober WK 1982 kwalificatie № 194 «onderlinge duels» 16:30 uur (UTC+2) | Beni Tabak 6' Gideon Damti 14' Beni Tabak 18' Beni Tabak 30' |       | 8' Rui Jordão | Ramat Ganstadion, Ramat Gan Toeschouwers: 16.192 Scheidsrechter: Sotos Afxentiou (CYP) |

|                                                                           |                      |       |        |                                                                                       |
| 18 november WK 1982 kwalificatie № 195 «onderlinge duels» 20:00 uur (UTC) | Noord-Ierland        | 1 – 0 | Israël | Windsor Park, Belfast Toeschouwers: 38.000 Scheidsrechter: Emilio Guruceta Muro (ESP) |
| 18 november WK 1982 kwalificatie № 195 «onderlinge duels» 20:00 uur (UTC) | Gerald Armstrong 27' |       |        | Windsor Park, Belfast Toeschouwers: 38.000 Scheidsrechter: Emilio Guruceta Muro (ESP) |

### 1982
Geen interlands gespeeld.

### 1983
|                                                                          |                                                 |       |        |                                                                                    |
| 15 februari Vriendschappelijk № 196 «onderlinge duels» 15:00 uur (UTC+2) | Israël                                          | 3 – 2 | België | Ramat Ganstadion, Ramat Gan Toeschouwers: 500 Scheidsrechter: Yair Tilingher (ISR) |
| 15 februari Vriendschappelijk № 196 «onderlinge duels» 15:00 uur (UTC+2) | Zahi Armeli 22' Zahi Armeli 24' Zahi Armeli 45' |       | ?      | Ramat Ganstadion, Ramat Gan Toeschouwers: 500 Scheidsrechter: Yair Tilingher (ISR) |

|                                                      |                                     |       |        |                                                                                                |
| 8 juni OS 1984 kwalificatie № 197 «onderlinge duels» | West-Duitsland                      | 2 – 0 | Israël | Stadion am Zoo, Wuppertal Toeschouwers: 9.000 Scheidsrechter: Victoriano Sánchez Arminio (ESP) |
| 8 juni OS 1984 kwalificatie № 197 «onderlinge duels» | William Hartwig 3' Herbert Waas 86' |       |        | Stadion am Zoo, Wuppertal Toeschouwers: 9.000 Scheidsrechter: Victoriano Sánchez Arminio (ESP) |

|                                                                           |                                  |       |                                          |                                                                                      |
| 26 september Vriendschappelijk № 198 «onderlinge duels» 16:30 uur (UTC+2) | Israël                           | 2 – 2 | Uruguay                                  | Bloomfieldstadion, Tel Aviv Toeschouwers: 7.000 Scheidsrechter: Nicolae Rainea (ROU) |
| 26 september Vriendschappelijk № 198 «onderlinge duels» 16:30 uur (UTC+2) | Zahi Armeli 48' Shabtai Levi 63' |       | 83' Carlos Aguilera 101' Carlos Aguilera | Bloomfieldstadion, Tel Aviv Toeschouwers: 7.000 Scheidsrechter: Nicolae Rainea (ROU) |

|                                                                            |               |       |          |                                                                                 |
| 30 oktober OS 1984 kwalificatie № 199 «onderlinge duels» 16:45 uur (UTC+2) | Israël        | 1 – 0 | Portugal | Bloomfieldstadion, Tel Aviv Toeschouwers: 8.000 Scheidsrechter: Ioan Igna (ROU) |
| 30 oktober OS 1984 kwalificatie № 199 «onderlinge duels» 16:45 uur (UTC+2) | Eli Cohen 76' |       |          | Bloomfieldstadion, Tel Aviv Toeschouwers: 8.000 Scheidsrechter: Ioan Igna (ROU) |

|                                                                         |                   |       |                  |                                                                                     |
| 8 november Vriendschappelijk № 200 «onderlinge duels» 16:45 uur (UTC+2) | Israël            | 1 – 1 | Roemenië         | Bloomfieldstadion, Tel Aviv Toeschouwers: 3.500 Scheidsrechter: Jakob Baumann (SUI) |
| 8 november Vriendschappelijk № 200 «onderlinge duels» 16:45 uur (UTC+2) | Uri Malmilian 49' |       | 75' Marcel Coraş | Bloomfieldstadion, Tel Aviv Toeschouwers: 3.500 Scheidsrechter: Jakob Baumann (SUI) |

|                                                                             |        |                           |                |                                                                                      |
| 20 november OS 1984 kwalificatie № 201 «onderlinge duels» 16:45 uur (UTC+2) | Israël | 0 – 1                     | West-Duitsland | Bloomfieldstadion, Tel Aviv Toeschouwers: 17.000 Scheidsrechter: Gérard Biguet (FRA) |
| 20 november OS 1984 kwalificatie № 201 «onderlinge duels» 16:45 uur (UTC+2) |        | 5' Dieter Schatzschneider |                | Bloomfieldstadion, Tel Aviv Toeschouwers: 17.000 Scheidsrechter: Gérard Biguet (FRA) |

### 1984
|                                                                          |                                      |       |              |                                                                                       |
| 11 januari OS 1984 kwalificatie № 202 «onderlinge duels» 21:00 uur (UTC) | Portugal                             | 2 – 1 | Israël       | Estádio do Restelo, Lissabon Toeschouwers: 2.500 Scheidsrechter: Gino Menicucci (ITA) |
| 11 januari OS 1984 kwalificatie № 202 «onderlinge duels» 21:00 uur (UTC) | Joaquin Murca 26' Rosa Frederico 79' |       | 15' Eli Yani | Estádio do Restelo, Lissabon Toeschouwers: 2.500 Scheidsrechter: Gino Menicucci (ITA) |

|                                                                      |                                              |       |         |                                                                                           |
| 4 april Vriendschappelijk № 203 «onderlinge duels» 17:00 uur (UTC+2) | Israël                                       | 3 – 0 | Ierland | Bloomfieldstadion, Tel Aviv Toeschouwers: 9.000 Scheidsrechter: Jean-Marie Lartigot (FRA) |
| 4 april Vriendschappelijk № 203 «onderlinge duels» 17:00 uur (UTC+2) | Eli Ohana 3' Zahi Armeli 62' Moshe Sinai 65' |       |         | Bloomfieldstadion, Tel Aviv Toeschouwers: 9.000 Scheidsrechter: Jean-Marie Lartigot (FRA) |

|                                                                       |          |       |        |                                                                                      |
| 11 april Vriendschappelijk № 204 «onderlinge duels» 17:00 uur (UTC+3) | Roemenië | 0 – 0 | Israël | Stadionul Municipal, Oradea Toeschouwers: 25.000 Scheidsrechter: Bogdan Dochev (BUL) |
| 11 april Vriendschappelijk № 204 «onderlinge duels» 17:00 uur (UTC+3) |          |       |        | Stadionul Municipal, Oradea Toeschouwers: 25.000 Scheidsrechter: Bogdan Dochev (BUL) |

|                                                                      |        |       |       |                                                                                     |
| 10 juni Vriendschappelijk № 205 «onderlinge duels» 16:30 uur (UTC+3) | Israël | 0 – 0 | Wales | Ramat Ganstadion, Ramat Gan Toeschouwers: 3.000 Scheidsrechter: Gerard Geurds (NED) |
| 10 juni Vriendschappelijk № 205 «onderlinge duels» 16:30 uur (UTC+3) |        |       |       | Ramat Ganstadion, Ramat Gan Toeschouwers: 3.000 Scheidsrechter: Gerard Geurds (NED) |

|                                                                      |                                     |       |                    |                                                                                      |
| 6 september Vriendschappelijk № 206 «onderlinge duels» 15:30 (UTC+2) | Israël                              | 2 – 1 | Malta              | YMCA-Stadion, Jeruzalem Toeschouwers: 18.819 Scheidsrechter: Ovadia Ben Itzhak (ISR) |
| 6 september Vriendschappelijk № 206 «onderlinge duels» 15:30 (UTC+2) | Uri Malmilian 34' Uri Malmilian 78' |       | 21' Charles Muscat | YMCA-Stadion, Jeruzalem Toeschouwers: 18.819 Scheidsrechter: Ovadia Ben Itzhak (ISR) |

|                                                                        |                                             |       |                             | |
| 9 oktober Vriendschappelijk № 207 «onderlinge duels» 15:30 uur (UTC+2) | Griekenland                                 | 2 – 2 | Israël                      | Olympisch Stadion Spyridon Louis, Athene Toeschouwers: 2.500 Scheidsrechter: Sotos Afxentiou (CYP) |
| 9 oktober Vriendschappelijk № 207 «onderlinge duels» 15:30 uur (UTC+2) | Giorgos Semertzidis 15' Stelios Manolas 84' |       | 13' Avi Cohen 51' Eli Ohana | Olympisch Stadion Spyridon Louis, Athene Toeschouwers: 2.500 Scheidsrechter: Sotos Afxentiou (CYP) |

|                                                                         |                                                     |       |        |                                                                              |
| 16 oktober Vriendschappelijk № 208 «onderlinge duels» 20:00 uur (UTC+1) | Noord-Ierland                                       | 3 – 0 | Israël | Windsor Park, Belfast Toeschouwers: 10.000 Scheidsrechter: Howard King (WAL) |
| 16 oktober Vriendschappelijk № 208 «onderlinge duels» 20:00 uur (UTC+1) | Norman Whiteside 3' Jimmy Quinn 26' Lee Doherty 44' |       |        | Windsor Park, Belfast Toeschouwers: 10.000 Scheidsrechter: Howard King (WAL) |

|                                                                          |               |       |                    |                                                                                         |
| 21 november Vriendschappelijk № 209 «onderlinge duels» 14:00 uur (UTC+2) | Israël        | 1 – 1 | Roemenië           | HaUrvastadion, Petach Tikwa Toeschouwers: 2.000 Scheidsrechter: Itzhak Ben Itzhak (ISR) |
| 21 november Vriendschappelijk № 209 «onderlinge duels» 14:00 uur (UTC+2) | Eli Ohana 33' |       | 74' Marius Lăcătuș | HaUrvastadion, Petach Tikwa Toeschouwers: 2.000 Scheidsrechter: Itzhak Ben Itzhak (ISR) |

|                                                                      |                                        |       |           |                                                                                      |
| 19 december Vriendschappelijk № 210 «onderlinge duels» 14:30 (UTC+2) | Israël                                 | 2 – 0 | Luxemburg | Petah Tikwa Stadion, Petach Tikwa Toeschouwers: 600 Scheidsrechter: Arie Frost (ISR) |
| 19 december Vriendschappelijk № 210 «onderlinge duels» 14:30 (UTC+2) | Uri Malmilian 47' (pen.) Eli Ohana 51' |       |           | Petah Tikwa Stadion, Petach Tikwa Toeschouwers: 600 Scheidsrechter: Arie Frost (ISR) |

### 1985
|                                                      |        |                                           |             |                                                                                     |
| 9 januari Vriendschappelijk № 211 «onderlinge duels» | Israël | 0 – 2                                     | Griekenland | Bloomfieldstadion, Tel Aviv Toeschouwers: 3.000 Scheidsrechter: Jakob Baumann (SUI) |
| 9 januari Vriendschappelijk № 211 «onderlinge duels» |        | 23' Nikos Anastopoulos 72' Savvas Kofidis |             | Bloomfieldstadion, Tel Aviv Toeschouwers: 3.000 Scheidsrechter: Jakob Baumann (SUI) |

|                                                                          |        |       |         |                                                                                     |
| 27 februari Vriendschappelijk № 212 «onderlinge duels» 14:15 uur (UTC+2) | Israël | 0 – 0 | Ierland | Ramat Ganstadion, Ramat Gan Toeschouwers: 3.000 Scheidsrechter: Pietro D`Elia (ITA) |
| 27 februari Vriendschappelijk № 212 «onderlinge duels» 14:15 uur (UTC+2) |        |       |         | Ramat Ganstadion, Ramat Gan Toeschouwers: 3.000 Scheidsrechter: Pietro D`Elia (ITA) |

|                                                  |               |       |                  |                                                                                    |
| 1 mei Vriendschappelijk № 213 «onderlinge duels» | Israël        | 1 – 1 | Zweden           | Ramat Ganstadion, Ramat Gan Toeschouwers: 6.727 Scheidsrechter: Dan Petrescu (ROU) |
| 1 mei Vriendschappelijk № 213 «onderlinge duels» | Eli Ohana 34' |       | 31' Robert Prytz | Ramat Ganstadion, Ramat Gan Toeschouwers: 6.727 Scheidsrechter: Dan Petrescu (ROU) |

|                                                                             | |       |                |                                                                                       |
| 3 september WK 1986 kwalificatie № 214 «onderlinge duels» 15:30 uur (UTC+3) | Israël                                                                                              | 6 – 0 | Chinees Taipei | Ramat Ganstadion, Ramat Gan Toeschouwers: 17.959 Scheidsrechter: Mircea Salomir (ROU) |
| 3 september WK 1986 kwalificatie № 214 «onderlinge duels» 15:30 uur (UTC+3) | Rifaat Turk 30' Rifaat Turk 33' Zahi Armeli 39' Uri Malmilian 54' Rifaat Turk 74' Uri Malmilian 89' |       |                | Ramat Ganstadion, Ramat Gan Toeschouwers: 17.959 Scheidsrechter: Mircea Salomir (ROU) |

|                                                                             |                                                                        |       |        |                                                                                 |
| 8 september WK 1986 kwalificatie № 215 «onderlinge duels» 17:00 uur (UTC+3) | Chinees Taipei                                                         | 5 – 0 | Israël | Ramat Ganstadion, Ramat Gan Toeschouwers: 5.604 Scheidsrechter: Ioan Igna (ROU) |
| 8 september WK 1986 kwalificatie № 215 «onderlinge duels» 17:00 uur (UTC+3) | Avi Cohen 7' Zahi Armeli 18' Eli Ohana 56' Eli Ohana 72' Eli Ohana 79' |       |        | Ramat Ganstadion, Ramat Gan Toeschouwers: 5.604 Scheidsrechter: Ioan Igna (ROU) |

|                                                                           |                 |       |                                    |                                                                                      |
| 8 oktober WK 1986 kwalificatie № 216 «onderlinge duels» 16:30 uur (UTC+2) | Israël          | 1 – 2 | Australië                          | Ramat Ganstadion, Ramat Gan Toeschouwers: 33.238 Scheidsrechter: Luigi Agnolin (ITA) |
| 8 oktober WK 1986 kwalificatie № 216 «onderlinge duels» 16:30 uur (UTC+2) | Zahi Armeli 65' |       | 46' Dave Mitchell 49' John Kosmina | Ramat Ganstadion, Ramat Gan Toeschouwers: 33.238 Scheidsrechter: Luigi Agnolin (ITA) |

|                                                                             |                     |       |               |                                                                                         |
| 20 oktober WK 1986 kwalificatie № 217 «onderlinge duels» 15:00 uur (UTC+10) | Australië           | 1 – 1 | Israël        | Olympic Park, Melbourne Toeschouwers: 16.463 Scheidsrechter: José Rosa dos Santos (POR) |
| 20 oktober WK 1986 kwalificatie № 217 «onderlinge duels» 15:00 uur (UTC+10) | David Ratcliffe 32' |       | 47' Avi Cohen | Olympic Park, Melbourne Toeschouwers: 16.463 Scheidsrechter: José Rosa dos Santos (POR) |

|                                                          |                                                      |       |                 |                                                                                        |
| 26 oktober WK 1986 kwalificatie № 218 «onderlinge duels» | Nieuw-Zeeland                                        | 3 – 1 | Israël          | Mount Smart Stadium, Auckland Toeschouwers: 10.600 Scheidsrechter: Egbert Mulder (NED) |
| 26 oktober WK 1986 kwalificatie № 218 «onderlinge duels» | Wynton Rufer 2' Malcolm Dunford 29' Colin Walker 65' |       | 23' Zahi Armeli | Mount Smart Stadium, Auckland Toeschouwers: 10.600 Scheidsrechter: Egbert Mulder (NED) |

|                                                                             |                                                     |       |               |                                                                                    |
| 10 november WK 1986 kwalificatie № 219 «onderlinge duels» 15:30 uur (UTC+2) | Israël                                              | 3 – 0 | Nieuw-Zeeland | Ramat Ganstadion, Ramat Gan Toeschouwers: 4.500 Scheidsrechter: Dieter Pauly (FRG) |
| 10 november WK 1986 kwalificatie № 219 «onderlinge duels» 15:30 uur (UTC+2) | Nissim Cohen 67' Moshe Selecter 75' Zahi Armeli 85' |       |               | Ramat Ganstadion, Ramat Gan Toeschouwers: 4.500 Scheidsrechter: Dieter Pauly (FRG) |

### 1986
|                                                                         |        |                 |           |                                                                                  |
| 28 januari Vriendschappelijk № 220 «onderlinge duels» 16:45 uur (UTC+2) | Israël | 0 – 1           | Schotland | Ramat Ganstadion, Ramat Gan Toeschouwers: 6.000 Scheidsrechter: Bep Thomas (NED) |
| 28 januari Vriendschappelijk № 220 «onderlinge duels» 16:45 uur (UTC+2) |        | 59' Paul McStay |           | Ramat Ganstadion, Ramat Gan Toeschouwers: 6.000 Scheidsrechter: Bep Thomas (NED) |

|                                                                          |              |       |                                          |                                                                                         |
| 26 februari Vriendschappelijk № 221 «onderlinge duels» 16:45 uur (UTC+2) | Israël       | 1 – 2 | Engeland                                 | Ramat Ganstadion, Ramat Gan Toeschouwers: 15.000 Scheidsrechter: Philippe Mercier (SUI) |
| 26 februari Vriendschappelijk № 221 «onderlinge duels» 16:45 uur (UTC+2) | Eli Ohana 7' |       | 51' Bryan Robson 86' (pen.) Bryan Robson | Ramat Ganstadion, Ramat Gan Toeschouwers: 15.000 Scheidsrechter: Philippe Mercier (SUI) |

|                                                                    |                                   |       | |                                                                                    |
| 4 mei Vriendschappelijk № 222 «onderlinge duels» 16:45 uur (UTC+2) | Israël                            | 2 – 7 | Argentinië | Ramat Ganstadion, Ramat Gan Toeschouwers: 3.000 Scheidsrechter: Bruno Galler (SUI) |
| 4 mei Vriendschappelijk № 222 «onderlinge duels» 16:45 uur (UTC+2) | Moshe Sinai 32' Uri Malmilian 49' |       | 5' Sergio Omar Almiron 21' Diego Maradona 57' Sergio Omar Almiron 58' Claudio Borghi 62' Sergio Omar Almiron 69' Diego Maradona 89' Carlos Daniel Tapia | Ramat Ganstadion, Ramat Gan Toeschouwers: 3.000 Scheidsrechter: Bruno Galler (SUI) |

|                                                                        |                                   |       |                                                                             |                                                                                     |
| 8 oktober Vriendschappelijk № 223 «onderlinge duels» 17:00 uur (UTC+2) | Israël                            | 2 – 4 | Roemenië                                                                    | Ramat Ganstadion, Ramat Gan Toeschouwers: 3.500 Scheidsrechter: Kostas Kapsos (CYP) |
| 8 oktober Vriendschappelijk № 223 «onderlinge duels» 17:00 uur (UTC+2) | Uri Malmilian 2' Nissim Cohen 84' |       | 35' Victor Pițurcă 55' László Bölöni 60' Rodion Cămătaru 75' Victor Pițurcă | Ramat Ganstadion, Ramat Gan Toeschouwers: 3.500 Scheidsrechter: Kostas Kapsos (CYP) |

### 1987
|                                                                          |                 |       |                  |                                                                                     |
| 18 februari Vriendschappelijk № 224 «onderlinge duels» 17:00 uur (UTC+2) | Israël          | 1 – 1 | Noord-Ierland    | Ramat Ganstadion, Ramat Gan Toeschouwers: 4.081 Scheidsrechter: Tullio Lanese (ITA) |
| 18 februari Vriendschappelijk № 224 «onderlinge duels» 17:00 uur (UTC+2) | Zion Marili 87' |       | 38' Steve Penney | Ramat Ganstadion, Ramat Gan Toeschouwers: 4.081 Scheidsrechter: Tullio Lanese (ITA) |

|                                                                       |        |                                         |                |                                                                                      |
| 25 maart Vriendschappelijk № 225 «onderlinge duels» 20:00 uur (UTC+2) | Israël | 0 – 2                                   | West-Duitsland | Ramat Ganstadion, Ramat Gan Toeschouwers: 18.000 Scheidsrechter: Franz Gächter (SUI) |
| 25 maart Vriendschappelijk № 225 «onderlinge duels» 20:00 uur (UTC+2) |        | 9' Olaf Thon 79' (pen.) Lothar Matthäus |                | Ramat Ganstadion, Ramat Gan Toeschouwers: 18.000 Scheidsrechter: Franz Gächter (SUI) |

|                                                                      |                                                              |       |                                        |                                                                                         |
| 8 april Vriendschappelijk № 226 «onderlinge duels» 17:00 uur (UTC+3) | Roemenië                                                     | 3 – 2 | Israël                                 | Stadionul Municipal, Brașov Toeschouwers: 30.000 Scheidsrechter: Makis Germanakos (GRE) |
| 8 april Vriendschappelijk № 226 «onderlinge duels» 17:00 uur (UTC+3) | Septimiu Câmpeanu 21' Miodrag Belodedici 38' Ioan Kramer 83' |       | 19' Daniel Brailovsky 80' Shalom Tikva | Stadionul Municipal, Brașov Toeschouwers: 30.000 Scheidsrechter: Makis Germanakos (GRE) |

|                                                                     |                       |       |        |                                                                                          |
| 19 mei Vriendschappelijk № 227 «onderlinge duels» 20:00 uur (UTC+2) | Zwitserland           | 1 – 0 | Israël | Stadion Brügglifeld, Aarau Toeschouwers: 3.500 Scheidsrechter: Alphonse Constantin (BEL) |
| 19 mei Vriendschappelijk № 227 «onderlinge duels» 20:00 uur (UTC+2) | Christophe Bonvin 66' |       |        | Stadion Brügglifeld, Aarau Toeschouwers: 3.500 Scheidsrechter: Alphonse Constantin (BEL) |

|                                                                     |        |                                                  |          |                                                                                                   |
| 1 juni Vriendschappelijk № 228 «onderlinge duels» 19:00 uur (UTC+3) | Israël | 0 – 4                                            | Brazilië | Ramat Ganstadion, Ramat Gan Toeschouwers: 45.000 Scheidsrechter: Ildefonso Urízar Azpitarte (ESP) |
| 1 juni Vriendschappelijk № 228 «onderlinge duels» 19:00 uur (UTC+3) |        | 15' Romário 48' Dunga 72' Romário 83' João Paulo |          | Ramat Ganstadion, Ramat Gan Toeschouwers: 45.000 Scheidsrechter: Ildefonso Urízar Azpitarte (ESP) |

|                                                                        |                                                                                       |       |        |                                                                               |
| 10 november Vriendschappelijk № 229 «onderlinge duels» 20:00 uur (UTC) | Ierland                                                                               | 5 – 0 | Israël | Dalymount Park, Dublin Toeschouwers: 9.500 Scheidsrechter: Neil Midgley (ENG) |
| 10 november Vriendschappelijk № 229 «onderlinge duels» 20:00 uur (UTC) | John Byrne 13' David Kelly 41' David Kelly 56' David Kelly 71' (pen.) Niall Quinn 83' |       |        | Dalymount Park, Dublin Toeschouwers: 9.500 Scheidsrechter: Neil Midgley (ENG) |

|                                                                     |                   |       |                         |                                                                                   |
| 2 december Vriendschappelijk № 230 «onderlinge duels» 18:00 (UTC+2) | Israël            | 1 – 1 | Malta                   | Kiryat Eliezerstadion, Haifa Toeschouwers: 2.500 Scheidsrechter: Arie Frost (ISR) |
| 2 december Vriendschappelijk № 230 «onderlinge duels» 18:00 (UTC+2) | Avinoam Ovadia 7' |       | 44' (pen.) Dennis Mizzi | Kiryat Eliezerstadion, Haifa Toeschouwers: 2.500 Scheidsrechter: Arie Frost (ISR) |

|                                                                          |        |                                       |             |                                                                                        |
| 16 december Vriendschappelijk № 231 «onderlinge duels» 20:00 uur (UTC+2) | Israël | 0 – 2                                 | Zwitserland | Ramat Ganstadion, Ramat Gan Toeschouwers: 4.442 Scheidsrechter: Rosario Lo Bello (ITA) |
| 16 december Vriendschappelijk № 231 «onderlinge duels» 20:00 uur (UTC+2) |        | 37' Beat Sutter 61' Christophe Bonvin |             | Ramat Ganstadion, Ramat Gan Toeschouwers: 4.442 Scheidsrechter: Rosario Lo Bello (ITA) |

### 1988
|                                                                         |                                    |       |                                                           |                                                                                   |
| 19 januari Vriendschappelijk № 232 «onderlinge duels» 16:45 uur (UTC+2) | Israël                             | 2 – 3 | België                                                    | Ramat Ganstadion, Ramat Gan Toeschouwers: 7.000 Scheidsrechter: Antal Huták (HUN) |
| 19 januari Vriendschappelijk № 232 «onderlinge duels» 16:45 uur (UTC+2) | Uri Malmilian 57' Shalom Tikva 69' |       | 15' Marc Degryse 19' Marc Van Der Linden 47' Georges Grün | Ramat Ganstadion, Ramat Gan Toeschouwers: 7.000 Scheidsrechter: Antal Huták (HUN) |

|                                                                     |               |       |                     |                                                                                 |
| 27 januari Vriendschappelijk № 233 «onderlinge duels» 20:00 (UTC+2) | Israël        | 1 – 1 | Frankrijk           | Ramat Ganstadion, Ramat Gan Toeschouwers: 5.000 Scheidsrechter: Alan Gunn (ENG) |
| 27 januari Vriendschappelijk № 233 «onderlinge duels» 20:00 (UTC+2) | Avi Cohen 69' |       | 60' Yannick Stopyra | Ramat Ganstadion, Ramat Gan Toeschouwers: 5.000 Scheidsrechter: Alan Gunn (ENG) |

|                                                                                        |        |                                    |          |                                                                                           |
| 3 februari Vriendschappelijk Israëltoernooi № 234 «onderlinge duels» 16:45 uur (UTC+2) | Israël | 0 – 2                              | Roemenië | Kiryat Eliezerstadion, Haifa Toeschouwers: 5.000 Scheidsrechter: Chris van der Laar (NED) |
| 3 februari Vriendschappelijk Israëltoernooi № 234 «onderlinge duels» 16:45 uur (UTC+2) |        | 15' László Bölöni 70' Daniel Ciucă |          | Kiryat Eliezerstadion, Haifa Toeschouwers: 5.000 Scheidsrechter: Chris van der Laar (NED) |

|                                                                                     |                     |       |                                                           |                                                                                           |
| 10 februari Vriendschappelijk Israëltoernooi № 235 «onderlinge duels» 16:45 (UTC+2) | Israël              | 1 – 3 | Polen                                                     | Ramat Ganstadion, Ramat Gan Toeschouwers: 6.500 Scheidsrechter: Jean-Marie Lartigot (FRA) |
| 10 februari Vriendschappelijk Israëltoernooi № 235 «onderlinge duels» 16:45 (UTC+2) | Ronny Rosenthal 35' |       | 45' Dariusz Kubicki 46' Waldemar Prusik 89' Roman Kosecki | Ramat Ganstadion, Ramat Gan Toeschouwers: 6.500 Scheidsrechter: Jean-Marie Lartigot (FRA) |

|                                                                                                |        |       |          |                                                                                          |
| 17 februari Vriendschappelijk 60-jarig jubileum IFA № 236 «onderlinge duels» 16:45 uur (UTC+2) | Israël | 0 – 0 | Engeland | Ramat Ganstadion, Tel Aviv Toeschouwers: 5.000 Scheidsrechter: Alphonse Constantin (BEL) |
| 17 februari Vriendschappelijk 60-jarig jubileum IFA № 236 «onderlinge duels» 16:45 uur (UTC+2) |        |       |          | Ramat Ganstadion, Tel Aviv Toeschouwers: 5.000 Scheidsrechter: Alphonse Constantin (BEL) |

|                                                                          |                                        |       |        |                                                                                |
| 6 maart OS 1988 kwalificatie № 237 «onderlinge duels» 20:30 uur (UTC+11) | Australië                              | 2 – 0 | Israël | Olympic Park, Melbourne Toeschouwers: 9.518 Scheidsrechter: Hernán Silva (CHI) |
| 6 maart OS 1988 kwalificatie № 237 «onderlinge duels» 20:30 uur (UTC+11) | Charlie Yankos 71' (pen.) Frank Farina |       |        | Olympic Park, Melbourne Toeschouwers: 9.518 Scheidsrechter: Hernán Silva (CHI) |

|                                                       |               |                                    |        |                                                                                   |
| 9 maart OS 1988 kwalificatie № 238 «onderlinge duels» | Nieuw-Zeeland | 0 – 2                              | Israël | Hindmarsh Stadium, Adelaide Toeschouwers: 7.000 Scheidsrechter: Alan Snoddy (NIR) |
| 9 maart OS 1988 kwalificatie № 238 «onderlinge duels» |               | 17' Eli Cohen 55' Mordechai Ivanir |        | Hindmarsh Stadium, Adelaide Toeschouwers: 7.000 Scheidsrechter: Alan Snoddy (NIR) |

|                                                                           |                                                                                              |       |                  |                                                                                        |
| 13 maart OS 1988 kwalificatie № 239 «onderlinge duels» 13:00 uur (UTC+11) | Israël                                                                                       | 5 – 1 | Chinees Taipei   | Sydney Football Stadium, Sydney Toeschouwers: 10.498 Scheidsrechter: Alan Snoddy (NIR) |
| 13 maart OS 1988 kwalificatie № 239 «onderlinge duels» 13:00 uur (UTC+11) | Daniel Brailovsky 7' Uri Malmilian 14' Nir Levin 28' Uri Malmilian 72' Daniel Brailovsky 79' |       | 64' Chen Sing-An | Sydney Football Stadium, Sydney Toeschouwers: 10.498 Scheidsrechter: Alan Snoddy (NIR) |

|                                                                           |           |       |        |                                                                                                |
| 20 maart OS 1988 kwalificatie № 240 «onderlinge duels» 13:00 uur (UTC+12) | Australië | 0 – 0 | Israël | Queen Elizabeth II Park, Christchurch Toeschouwers: 1.000 Scheidsrechter: Georges Sandoz (SUI) |
| 20 maart OS 1988 kwalificatie № 240 «onderlinge duels» 13:00 uur (UTC+12) |           |       |        | Queen Elizabeth II Park, Christchurch Toeschouwers: 1.000 Scheidsrechter: Georges Sandoz (SUI) |

|                                                        |                | |        |                                                                                      |
| 23 maart OS 1988 kwalificatie № 241 «onderlinge duels» | Chinees Taipei | 0 – 9 | Israël | Athletic Park, Wellington Toeschouwers: 400 Scheidsrechter: Berny Ulloa Morera (CRC) |
| 23 maart OS 1988 kwalificatie № 241 «onderlinge duels» |                | 32' Ronny Rosenthal 43' Eli Cohen 50' (pen.) Uri Malmilian 58' Nir Levin 60' Nir Levin 64' Shalom Tikva 66' Nir Levin 82' Shalom Tikva 87' Shalom Tikva |        | Athletic Park, Wellington Toeschouwers: 400 Scheidsrechter: Berny Ulloa Morera (CRC) |

|                                                        |               |              |        |                                                                                |
| 27 maart OS 1988 kwalificatie № 242 «onderlinge duels» | Nieuw-Zeeland | 0 – 1        | Israël | Eden Park, Auckland Toeschouwers: 300 Scheidsrechter: Berny Ulloa Morera (CRC) |
| 27 maart OS 1988 kwalificatie № 242 «onderlinge duels» |               | 5' Nir Levin |        | Eden Park, Auckland Toeschouwers: 300 Scheidsrechter: Berny Ulloa Morera (CRC) |

|                                                                     |                               |       |       |                                                                                      |
| 18 oktober Vriendschappelijk № 243 «onderlinge duels» 15:00 (UTC+2) | Israël                        | 2 – 0 | Malta | Vasermilstadion, Beër Sjeva Toeschouwers: 3.000 Scheidsrechter: Manfred Neuner (FRG) |
| 18 oktober Vriendschappelijk № 243 «onderlinge duels» 15:00 (UTC+2) | Moshe Sinai 63' Eli Driks 89' |       |       | Vasermilstadion, Beër Sjeva Toeschouwers: 3.000 Scheidsrechter: Manfred Neuner (FRG) |

|                                                                          |                                                       |       |        |                                                                                               |
| 23 november Vriendschappelijk № 244 «onderlinge duels» 14:00 uur (UTC+2) | Roemenië                                              | 3 – 0 | Israël | Stadionul Municipal Sibiu, Sibiu Toeschouwers: 9.000 Scheidsrechter: Ignace van Swieten (NED) |
| 23 november Vriendschappelijk № 244 «onderlinge duels» 14:00 uur (UTC+2) | Rodion Cămătaru 23' Dorin Mateuț 31' Dorin Mateuț 40' |       |        | Stadionul Municipal Sibiu, Sibiu Toeschouwers: 9.000 Scheidsrechter: Ignace van Swieten (NED) |

### 1989
|                                                                        |        |                                  |           |                                                                                      |
| 4 januari Vriendschappelijk № 245 «onderlinge duels» 16:30 uur (UTC+2) | Israël | 0 – 2                            | Nederland | Ramat Ganstadion, Ramat Gan Toeschouwers: 19.200 Scheidsrechter: László Kovács (HUN) |
| 4 januari Vriendschappelijk № 245 «onderlinge duels» 16:30 uur (UTC+2) |        | 9' Jan Wouters 10' John van Loen |           | Ramat Ganstadion, Ramat Gan Toeschouwers: 19.200 Scheidsrechter: László Kovács (HUN) |

|                                                                     |                    |       |                                  |                                                                                    |
| 11 januari Vriendschappelijk № 110 «onderlinge duels» 14:30 (UTC+1) | Malta              | 1 – 1 | Israël                           | Ta' Qalistadion, Ta' Qali Toeschouwers: 2.000 Scheidsrechter: Victor Mintoff (MLT) |
| 11 januari Vriendschappelijk № 110 «onderlinge duels» 14:30 (UTC+1) | David Carabott 32' |       | 12' Igal Menahem 89' Moshe Sinai | Ta' Qalistadion, Ta' Qali Toeschouwers: 2.000 Scheidsrechter: Victor Mintoff (MLT) |

|                                                                         |                                          |       |                                                            |                                                                                    |
| 8 februari Vriendschappelijk № 247 «onderlinge duels» 16:30 uur (UTC+2) | Israël                                   | 3 – 3 | Wales                                                      | Ramat Ganstadion, Ramat Gan Toeschouwers: 6.000 Scheidsrechter: Ulf Eriksson (SWE) |
| 8 februari Vriendschappelijk № 247 «onderlinge duels» 16:30 uur (UTC+2) | Nir Klinger 6' Nir Alon 7' Eli Driks 73' |       | 11' Barry Horne 57' (e.d.) Eitan Aharoni 87' Malcolm Allen | Ramat Ganstadion, Ramat Gan Toeschouwers: 6.000 Scheidsrechter: Ulf Eriksson (SWE) |

|                                                                         |                    |       |               |                                                                                           |
| 5 maart WK 1990 kwalificatie № 248 «onderlinge duels» 16:30 uur (UTC+2) | Israël             | 1 – 0 | Nieuw-Zeeland | Ramat Ganstadion, Ramat Gan Toeschouwers: 44.500 Scheidsrechter: Serge Muhmenthaler (SUI) |
| 5 maart WK 1990 kwalificatie № 248 «onderlinge duels» 16:30 uur (UTC+2) | Ronny Rosenthal 7' |       |               | Ramat Ganstadion, Ramat Gan Toeschouwers: 44.500 Scheidsrechter: Serge Muhmenthaler (SUI) |

|                                                                          |                      |       |                     |                                                                                       |
| 19 maart WK 1990 kwalificatie № 249 «onderlinge duels» 16:30 uur (UTC+2) | Israël               | 1 – 1 | Australië           | Ramat Ganstadion, Ramat Gan Toeschouwers: 45.000 Scheidsrechter: Manfred Neuner (FRG) |
| 19 maart WK 1990 kwalificatie № 249 «onderlinge duels» 16:30 uur (UTC+2) | Eli Ohana 67' (pen.) |       | 32' David Ratcliffe | Ramat Ganstadion, Ramat Gan Toeschouwers: 45.000 Scheidsrechter: Manfred Neuner (FRG) |

|                                                       |                                     |       |                                     |                                                                                         |
| 9 april WK 1990 kwalificatie № 250 «onderlinge duels» | Nieuw-Zeeland                       | 2 – 2 | Israël                              | Mount Smart Stadium, Auckland Toeschouwers: 3.200 Scheidsrechter: Claude Bouillet (FRA) |
| 9 april WK 1990 kwalificatie № 250 «onderlinge duels» | Billy Wright 9' Malcolm Dunford 35' |       | 17' Ronny Rosenthal 34' Nir Klinger | Mount Smart Stadium, Auckland Toeschouwers: 3.200 Scheidsrechter: Claude Bouillet (FRA) |

|                                                                           |                   |       |               |                                                                                         |
| 16 april WK 1990 kwalificatie № 251 «onderlinge duels» 15:00 uur (UTC+10) | Australië         | 1 – 1 | Israël        | Sydney Football Stadium, Sydney Toeschouwers: 40.320 Scheidsrechter: Carlo Longhi (ITA) |
| 16 april WK 1990 kwalificatie № 251 «onderlinge duels» 15:00 uur (UTC+10) | Paul Trimboli 88' |       | 40' Eli Ohana | Sydney Football Stadium, Sydney Toeschouwers: 40.320 Scheidsrechter: Carlo Longhi (ITA) |

|                                                                                     |                      |       |        |                                                                                               |
| 15 oktober WK 1990 kwalificatie Play-off № 252 «onderlinge duels» 16:00 uur (UTC−5) | Colombia             | 1 – 0 | Israël | Estadio Metropolitano, Barranquilla Toeschouwers: 65.000 Scheidsrechter: Michel Vautrot (FRA) |
| 15 oktober WK 1990 kwalificatie Play-off № 252 «onderlinge duels» 16:00 uur (UTC−5) | Alberto Usuriaga 75' |       |        | Estadio Metropolitano, Barranquilla Toeschouwers: 65.000 Scheidsrechter: Michel Vautrot (FRA) |

|                                                                                     |        |       |          |                                                                                        |
| 30 oktober WK 1990 kwalificatie Play-off № 253 «onderlinge duels» 18:00 uur (UTC+2) | Israël | 0 – 0 | Colombia | Ramat Ganstadion, Ramat Gan Toeschouwers: 48.000 Scheidsrechter: Edgardo Codesal (MEX) |
| 30 oktober WK 1990 kwalificatie Play-off № 253 «onderlinge duels» 18:00 uur (UTC+2) |        |       |          | Ramat Ganstadion, Ramat Gan Toeschouwers: 48.000 Scheidsrechter: Edgardo Codesal (MEX) |

CONMEBOL: Bolivia · Chili  · Colombia · Ecuador · Uruguay

UEFA: Albanië · België · Bulgarije · Cyprus · Denemarken · West-Duitsland · Duitse Democratische Republiek · Engeland · Faeröer · Finland · Frankrijk · Griekenland · Hongarije · IJsland · Ierland · Israël · Italië · Joegoslavië ·  Liechtenstein · Luxemburg · Malta · Nederland · Noord-Ierland · Noorwegen · Oostenrijk · Polen · Portugal · Roemenië · San Marino · Schotland ·  Sovjet-Unie ·  Spanje · Tsjecho-Slowakije · Turkije · Wales ·  Zweden · Zwitserland

CAF: Madagaskar

IFA · A-internationals · Bondscoaches · Statistieken · Israëlisch vrouwenelftal · Olympisch elftal · Israël U21 · Israël U20 · Israël U19 · Israël U18 · Israël U17 · Israël U16
1934 – 1939 · 
1940 – 1949 · 
1950 – 1959 · 
1960 – 1969 · 
1970 – 1979 · 
1980 – 1989 · 
1990 – 1999 · 
2000 – 2009 · 
2010 – 2019 ·
2020 − 2029
WK 1970
1934 · 
1935–1937 · 
1938 · 
1939 · 
1948 · 
1941–1947 · 
1948 · 
1949 · 
1950 · 
1951–1952 · 
1953 · 
1954 · 
1955 · 
1956 · 
1957 · 
1958 · 
1959 · 
1960 · 
1961 · 
1962 · 
1963 · 
1964 · 
1965 · 
1966 · 
1967 · 
1968 · 
1969 · 
1970 · 
1971 · 
1972 · 
1973 · 
1974 · 
1975 · 
1976 · 
1977 · 
1978 · 
1979 · 
1980 · 
1981 · 
1982 · 
1983 · 
1984 · 
1985 · 
1986 · 
1987 · 
1988 · 
1989 · 
1990 · 
1991 · 
1992 · 
1993 · 
1994 · 
1995 · 
1996 · 
1997 · 
1998 · 
1999 · 
2000 · 
2001 · 
2002 · 
2003 · 
2004 · 
2005 · 
2006 · 
2007 · 
2008 · 
2009 · 
2010 · 
2011 · 
2012 · 
2013 · 
2014 · 
2015 ·
2016 ·
2017 ·
2018 ·
2019 ·
2020 ·
2021 ·
2022 ·
2023
Albanië · 
Andorra ·
Argentinië ·
Armenië ·
Australië ·
Azerbeidzjan ·
België ·
Bosnië en Herzegovina ·
Brazilië ·
Bulgarije ·
Chili ·
Colombia ·
Cyprus ·
Denemarken ·
Duitsland ·
Engeland ·
Estland ·
Ethiopië ·
Faeröer ·
Filipijnen ·
Finland ·
Frankrijk ·
Georgië ·
GOS ·
Griekenland ·
Guatemala ·
Honduras ·
Hongarije ·
Hongkong ·
Ierland ·
IJsland ·
India ·
Iran ·
Italië ·
Ivoorkust ·
Japan ·
Joegoslavië ·
Kosovo ·
Kroatië ·
Letland ·
Liechtenstein ·
Litouwen ·
Luxemburg ·
Maleisië ·
Malta ·
Mexico ·
Moldavië ·
Montenegro ·
Myanmar ·
Nederland ·
Nieuw-Zeeland ·
Noord-Ierland ·
Noord-Macedonië ·
Noorwegen ·
Oekraïne ·
Oezbekistan ·
Oostenrijk ·
Pakistan ·
Polen ·
Portugal ·
Roemenië ·
Rusland ·
San Marino ·
Schotland ·
Servië ·
Singapore ·
Slovenië ·
Slowakije ·
Sovjet-Unie ·
Spanje ·
Taiwan ·
Thailand ·
Tsjechië ·
Turkije ·
Uruguay ·
Verenigde Staten ·
Wales ·
Wit-Rusland ·
Zambia ·
Zuid-Afrika ·
Zuid-Korea ·
Zuid-Vietnam ·
Zweden ·
Zwitserland